# BAFA NL Division One 2015
La BAFA NL Division One 2015 è la 27ª edizione del campionato di football americano di secondo livello, organizzato dalla BAFA.

## Squadre partecipanti
| Club                    | Città       | Stadio | Sponsor ufficiale | Risultato nella stagione 2014 |
| ----------------------- | ----------- | ------ | ----------------- | ----------------------------- |
| Birmingham Bulls        | Birmingham  |        |                   |                               |
| Cambridgeshire Cats     | Cambridge   |        |                   |                               |
| Chester Romans          | Chester     |        |                   |                               |
| Clyde Valley Blackhawks | Wishaw      |        |                   |                               |
| Colchester Gladiators   | Colchester  |        |                   |                               |
| Doncaster Mustangs      | Doncaster   |        |                   |                               |
| East Kent Mavericks     | Canterbury  |        |                   |                               |
| Edinburgh Wolves        | Edimburgo   |        |                   |                               |
| Farnham Knights         | Farnham     |        |                   |                               |
| Gateshead Senators      | Jarrow      |        |                   |                               |
| Hertfordshire Cheetahs  | St Albans   |        |                   |                               |
| Merseyside Nighthawks   | Liverpool   |        |                   |                               |
| Nottingham Caesars      | Nottingham  |        |                   |                               |
| Ouse Valley Eagles      | Bedford     |        |                   |                               |
| Shropshire Revolution   | Telford     |        |                   |                               |
| Solent Thrashers        | Southampton |        |                   |                               |

## Stagione regolare

### Calendario

#### 1ª giornata
| 5 aprile 2015 | Shropshire Revolution | 0 – 31 | Gateshead Senators |  |

| 5 aprile 2015 | Cambridgeshire Cats | 0 – 7 | Ouse Valley Eagles |  |

#### 2ª giornata
| 12 aprile 2015 | Edinburgh Wolves | 27 – 15 | Doncaster Mustangs |  |

| 12 aprile 2015 | Clyde Valley Blackhawks | 41 – 0 | Chester Romans |  |

| 12 aprile 2015 | Ouse Valley Eagles | 14 – 12 | Hertfordshire Cheetahs |  |

#### 3ª giornata
| 19 aprile 2015 | Edinburgh Wolves | 20 – 42 | Merseyside Nighthawks |  |

| 19 aprile 2015 | Shropshire Revolution | 3 – 22 | Clyde Valley Blackhawks |  |

| 19 aprile 2015 | Chester Romans | 25 – 28 | Nottingham Caesars |  |

| 19 aprile 2015 | Hertfordshire Cheetahs | 16 – 8 | Cambridgeshire Cats |  |

| 19 aprile 2015 | Solent Thrashers | 30 – 38 | Farnham Knights |  |

#### 4ª giornata
| 26 aprile 2015 | Doncaster Mustangs | 14 – 27 | Gateshead Senators |  |

| 26 aprile 2015 | Merseyside Nighthawks | 46 – 6 | Nottingham Caesars |  |

| 26 aprile 2015 | Solent Thrashers | 42 – 6 | Colchester Gladiators |  |

| 26 aprile 2015 | East Kent Mavericks | 12 – 23 | Farnham Knights |  |

| 26 aprile 2015 | Birmingham Bulls | 14 – 21 | Ouse Valley Eagles |  |

#### 5ª giornata
| 3 maggio 2015 | Cambridgeshire Cats | 12 – 34 | Birmingham Bulls |  |

#### 6ª giornata
| 10 maggio 2015 | Doncaster Mustangs | 8 – 17 | Clyde Valley Blackhawks |  |

| 10 maggio 2015 | Chester Romans | 6 – 32 | Edinburgh Wolves |  |

| 10 maggio 2015 | Gateshead Senators | 21 – 9 | Nottingham Caesars |  |

| 10 maggio 2015 | Merseyside Nighthawks | 71 – 7 | Shropshire Revolution |  |

| 10 maggio 2015 | East Kent Mavericks | 0 – 54 | Solent Thrashers |  |

| 10 maggio 2015 | Farnham Knights | 41 – 33 | Colchester Gladiators |  |

| 10 maggio 2015 | Birmingham Bulls | 17 – 9 | Hertfordshire Cheetahs |  |

#### 7ª giornata
| 17 maggio 2015 | Clyde Valley Blackhawks | 12 – 26 | Edinburgh Wolves |  |

| 17 maggio 2015 | Shropshire Revolution | 13 – 27 | Nottingham Caesars |  |

| 17 maggio 2015 | Colchester Gladiators | 21 – 14 | Ouse Valley Eagles |  |

| 17 maggio 2015 | Solent Thrashers | 51 – 8 | Cambridgeshire Cats |  |

| 17 maggio 2015 | East Kent Mavericks | 35 – 39 | Hertfordshire Cheetahs |  |

| 17 maggio 2015 | Farnham Knights | 26 – 28 | Birmingham Bulls |  |

#### 8ª giornata
| 24 maggio 2015 | Gateshead Senators | 12 – 18 | Doncaster Mustangs |  |

#### 9ª giornata
| 31 maggio 2015 | Nottingham Caesars | 6 – 27 | Merseyside Nighthawks |  |

| 31 maggio 2015 | Shropshire Revolution | 7 – 48 | Chester Romans |  |

| 31 maggio 2015 | Clyde Valley Blackhawks | 26 – 0 | Doncaster Mustangs |  |

| 31 maggio 2015 | Cambridgeshire Cats | 8 – 20 | East Kent Mavericks |  |

| 31 maggio 2015 | Birmingham Bulls | 7 – 9 | Colchester Gladiators |  |

| 31 maggio 2015 | Hertfordshire Cheetahs | 0 – 23 | Solent Thrashers |  |

#### 10ª giornata
| 7 giugno 2015 | Gateshead Senators | 8 – 40 | Edinburgh Wolves |  |

| 7 giugno 2015 | Nottingham Caesars | 47 – 9 | Shropshire Revolution |  |

| 7 giugno 2015 | Ouse Valley Eagles | 29 – 54 | Farnham Knights |  |

| 7 giugno 2015 | Hertfordshire Cheetahs | 0 – 41 | Colchester Gladiators |  |

#### 11ª giornata
| 14 giugno 2015 | Chester Romans | 14 – 63 | Merseyside Nighthawks |  |

| 14 giugno 2015 | Doncaster Mustangs | 0 – 49 | Edinburgh Wolves |  |

| 14 giugno 2015 | Gateshead Senators | 28 – 12 | Clyde Valley Blackhawks |  |

| 14 giugno 2015 | Cambridgeshire Cats | 0 – 50 | Farnham Knights |  |

| 14 giugno 2015 | Birmingham Bulls | 7 – 10 | Solent Thrashers |  |

| 14 giugno 2015 | Ouse Valley Eagles | 41 – 20 | East Kent Mavericks |  |

#### 12ª giornata
| 21 giugno 2015 | Nottingham Caesars | 22 – 12 | Chester Romans |  |

| 21 giugno 2015 | Gateshead Senators | 32 – 55 | Merseyside Nighthawks |  |

| 21 giugno 2015 | Colchester Gladiators | 16 – 2 | Cambridgeshire Cats |  |

#### 13ª giornata
| 28 giugno 2015 | Clyde Valley Blackhawks | 30 – 0 | Gateshead Senators |  |

| 28 giugno 2015 | Nottingham Caesars | 0 – 36 | Edinburgh Wolves |  |

| 28 giugno 2015 | Merseyside Nighthawks | 1 – 0 (a tavolino) | Doncaster Mustangs |  |

| 28 giugno 2015 | East Kent Mavericks | 14 – 0 | Birmingham Bulls |  |

| 28 giugno 2015 | Farnham Knights | 49 – 27 | Hertfordshire Cheetahs |  |

| 28 giugno 2015 | Solent Thrashers | 17 – 14 | Ouse Valley Eagles |  |

#### 14ª giornata
| 5 luglio 2015 | Doncaster Mustangs | 28 – 0 | Shropshire Revolution |  |

| 5 luglio 2015 | Edinburgh Wolves | 40 – 0 | Clyde Valley Blackhawks |  |

| 5 luglio 2015 | Chester Romans | 0 – 44 | Gateshead Senators |  |

| 5 luglio 2015 | Ouse Valley Eagles | 35 – 15 | Cambridgeshire Cats |  |

| 5 luglio 2015 | Colchester Gladiators | 29 – 24 | Solent Thrashers |  |

| 5 luglio 2015 | Farnham Knights | 50 – 0 | East Kent Mavericks |  |

#### 15ª giornata
| 19 luglio 2015 | Merseyside Nighthawks | 42 – 42 | Clyde Valley Blackhawks |  |

| 19 luglio 2015 | Nottingham Caesars | 20 – 26 | Doncaster Mustangs |  |

| 19 luglio 2015 | Edinburgh Wolves | 85 – 0 | Shropshire Revolution |  |

| 19 luglio 2015 | Ouse Valley Eagles | 8 – 33 | East Kent Mavericks |  |

| 19 luglio 2015 | Solent Thrashers | 33 – 33 | Farnham Knights |  |

| 19 luglio 2015 | Hertfordshire Cheetahs | 28 – 8 | Birmingham Bulls |  |

#### 16ª giornata
| 26 luglio 2015 | Merseyside Nighthawks | 54 – 0 | Chester Romans |  |

| 26 luglio 2015 | Edinburgh Wolves | 43 – 6 | Gateshead Senators |  |

| 26 luglio 2015 | Cambridgeshire Cats | 7 – 10 | Hertfordshire Cheetahs |  |

| 26 luglio 2015 | Ouse Valley Eagles | 23 – 18 | Birmingham Bulls |  |

| 26 luglio 2015 | Colchester Gladiators | 22 – 14 | East Kent Mavericks |  |

#### 17ª giornata
| 2 agosto 2015 | Chester Romans | 36 – 18 | Shropshire Revolution |  |

| 2 agosto 2015 | Solent Thrashers | 51 – 0 | East Kent Mavericks |  |

| 2 agosto 2015 | Colchester Gladiators | 14 – 41 | Farnham Knights |  |

#### 18ª giornata
| 9 agosto 2015 | Doncaster Mustangs | 22 – 17 | Chester Romans |  |

| 9 agosto 2015 | Clyde Valley Blackhawks | 12 – 12 | Nottingham Caesars |  |

| 9 agosto 2015 | Shropshire Revolution | 10 – 62 | Merseyside Nighthawks |  |

| 9 agosto 2015 | Birmingham Bulls | 50 – 0 | Cambridgeshire Cats |  |

| 9 agosto 2015 | Hertfordshire Cheetahs | 27 – 38 | Ouse Valley Eagles |  |

### Classifica
Le classifiche della regular season sono le seguenti.
- PCT = percentuale di vittorie, G = partite giocate, V = partite vinte,  P = partite perse, PF = punti fatti, PS = punti subiti

#### NFC 1
| Pos. | Squadra                 | PCT  | G  | V | N | P  | PF  | PS  |
| ---- | ----------------------- | ---- | -- | - | - | -- | --- | --- |
| 1    | Merseyside Nighthawks   | .950 | 10 | 9 | 1 | 0  | 462 | 141 |
| 2    | Edinburgh Wolves        | .900 | 10 | 9 | 0 | 1  | 398 | 89  |
| 3    | Clyde Valley Blackhawks | .600 | 10 | 5 | 2 | 3  | 214 | 159 |
| 4    | Gateshead Senators      | .500 | 10 | 5 | 0 | 5  | 212 | 218 |
| 5    | Nottingham Caesars      | .450 | 10 | 4 | 1 | 5  | 177 | 227 |
| 6    | Doncaster Mustangs      | .400 | 10 | 4 | 0 | 6  | 131 | 195 |
| 7    | Chester Romans          | .200 | 10 | 2 | 0 | 8  | 158 | 331 |
| 8    | Shropshire Revolution   | .000 | 10 | 0 | 0 | 10 | 67  | 457 |

#### SFC 1
| Pos. | Squadra                | PCT  | G  | V | N | P  | PF  | PS  |
| ---- | ---------------------- | ---- | -- | - | - | -- | --- | --- |
| 1    | Farnham Knights        | .850 | 10 | 8 | 1 | 1  | 405 | 206 |
| 2    | Solent Thrashers       | .750 | 10 | 7 | 1 | 2  | 335 | 135 |
| 3    | Colchester Gladiators  | .700 | 10 | 7 | 0 | 3  | 224 | 193 |
| 4    | Ouse Valley Eagles     | .700 | 10 | 7 | 0 | 3  | 236 | 198 |
| 5    | Hertfordshire Cheetahs | .400 | 10 | 4 | 0 | 6  | 169 | 239 |
| 6    | Birmingham Bulls       | .400 | 10 | 4 | 0 | 6  | 183 | 152 |
| 7    | East Kent Mavericks    | .200 | 10 | 2 | 0 | 8  | 123 | 321 |
| 8    | Cambridgeshire Cats    | .000 | 10 | 0 | 0 | 10 | 60  | 289 |

## Playoff

### Tabelloni
|  | Semifinali | Semifinali              | Semifinali |                  |    | Finale Northern Conference | Finale Northern Conference | Finale Northern Conference |  |
|  |            |                         |            |                  |    |                            |                            |                            |  |
|  | 1          | Merseyside Nighthawks   | 1          |                  |    |                            |                            |                            |  |
|  | 1          | Merseyside Nighthawks   | 1          |                  |    |                            |                            |                            |  |
|  | 4          | Gateshead Senators      | 0 d.g.s.   |                  |    |                            |                            |                            |  |
|  | 4          | Gateshead Senators      | 0 d.g.s.   |                  | 1  | Merseyside Nighthawks      | 27                         |                            |  |
|  |            |                         |            |                  | 1  | Merseyside Nighthawks      | 27                         |                            |  |
|  |            |                         | 2          | Edinburgh Wolves | 13 |                            |                            |                            |  |
|  | 3          | Clyde Valley Blackhawks | 2          | Edinburgh Wolves | 13 | 0                          |                            |                            |  |
|  | 3          | Clyde Valley Blackhawks |            |                  |    |                            |                            |                            |  |
|  | 2          | Edinburgh Wolves        | 42         |                  |    |                            |                            |                            |  |

|  | Semifinali | Semifinali             | Semifinali |                  |    | Finale Southern Conference | Finale Southern Conference | Finale Southern Conference |  |
|  |            |                        |            |                  |    |                            |                            |                            |  |
|  | 1          | Farnham Knights        | 50         |                  |    |                            |                            |                            |  |
|  | 1          | Farnham Knights        | 50         |                  |    |                            |                            |                            |  |
|  | 5          | Hertfordshire Cheetahs | 7          |                  |    |                            |                            |                            |  |
|  | 5          | Hertfordshire Cheetahs | 7          |                  | 1  | Farnham Knights            | 38                         |                            |  |
|  |            |                        |            |                  | 1  | Farnham Knights            | 38                         |                            |  |
|  |            |                        | 2          | Solent Thrashers | 27 |                            |                            |                            |  |
|  | 4          | Ouse Valley Eagles     | 2          | Solent Thrashers | 27 | 12                         |                            |                            |  |
|  | 4          | Ouse Valley Eagles     |            |                  |    |                            |                            |                            |  |
|  | 2          | Solent Thrashers       | 18 o.t.    |                  |    |                            |                            |                            |  |

### Semifinali
| 23 agosto 2015 | Merseyside Nighthawks | 1 – 0 (a tavolino) | Gateshead Senators |  |

| 23 agosto 2015 | Farnham Knights | 50 – 7 | Hertfordshire Cheetahs |  |

| 23 agosto 2015 | Solent Thrashers | 18 – 12 (d.t.s.) | Ouse Valley Eagles |  |

| 29 agosto 2015 | Edinburgh Wolves | 42 – 0 | Clyde Valley Blackhawks |  |

### Finali

#### Northern Conference
| 13 settembre 2015 | Merseyside Nighthawks | 27 – 13 | Edinburgh Wolves |  |

#### Southern Conference
| 13 settembre 2015 | Farnham Knights | 38 – 27 | Solent Thrashers |  |

## Verdetti
- Merseyside Nighthawks e  Farnham Knights Vincitori della BAFA NL Division One 2015